# Pedra Barro
Pedra Barro es una localidad caboverdiana del municipio de São Miguel.

## Geografía
La localidad está situada en la isla Santiago.

## Organización territorial
La localidad abarca los lugares y barrios de:
- Cantada
- Chão de Curral
- Chão Freire
- Chão Vaz
- Couco
- Espinho Branco
- Lém Pereira
- Ribeirão Pó